# Matthias Hettmer
Matthias Hettmer (* 1973 in Marl, Nordrhein-Westfalen) ist ein deutscher E-Bassist und Komponist.

## Leben und Schaffen
Hettmer erhielt 1989–1993 E-Bass-Unterricht bei Peter Sonntag in Aachen und 1992–1995 Kompositions- und Theorieunterricht bei Istvan Nagy in Marl, bevor er nach Essen / NRW zog, um 1995–2000 instrumentale Komposition bei Nicolaus A. Huber und elektronische Komposition bei Dirk Reith im ICEM an der Folkwang Hochschule Essen zu studieren. Hettmer war 1989–1993 Bassist des Krause-Hettmer-Braasch-Trio (experimentelle Musik) und 1992–1995 Mitglied von Peter Sonntags Bass-Bigband Bass In Colors, wirkte 1994 an der CD Bass In Colors mit und spielte 1994 zur Veröffentlichung eine Deutschlandtournee. Seit 1990 arbeitet und forscht er im eigenen Tonstudio. Hettmer arbeitet seit 1999 in unterschiedlichsten Projekten mit der Tänzerin Annelise Soglio zusammen. Als E-Bassist spielt er Uraufführungen im In- und Ausland, arbeitet solistisch und zusammen mit Ensembles der Neuen Musik, darunter das Ensemble Phoenix Basel (Schweiz) und das Ensemble Katarakt / Basel. 2000 gründete er Interzone perceptible zusammen mit dem Akkordeonisten und Komponisten Sven Hermann, mit dem er auch 2002 künstlerischer Leiter von kopfHörer/experimentelle musik elektrovisuell in Bühl/Baden 2002/2003 war. Seine pädagogische Arbeit umfasst nicht nur Instrumentalunterricht am E-Bass: in seinem Lehrauftrag Arbeit mit elektroakustischen Medien und Live-Elektronik an der Universität Dortmund 2002–2003 verband er Kammermusik mit Gruppenkomposition und den Umgang mit elektroakustischen Erzeugern. Hettmer lebt in Essen.

## Auszeichnungen
„Hin- und hergerissen“ (Setup-Solo) wurde für das Detmolder Hochschulforum junger Komponisten 2000 ausgewählt. 2001 gewann er mit demselben Stück den International Competition Trstenice 2001. Im selben Jahr wurde er mit der Interpretation des Werkes ILI XV für E-Bass solo von Sven Hermann für das Sechste Nachwuchsforum der Gesellschaft für Neue Musik Köln und dem Ensemble Modern ausgewählt.

## Werke (Auswahl)

### Solo-Stücke
- Portrait für Klavier (1994), (UA: 1994 Marl; Klavier: Stefan Sandfeld)

- Solo für E-Bass (1996/97), (UA: 1998 Essen; E-Bass: Matthias Hettmer)
- hin- und hergerissen für Setup-Solo (1998/2000), (UA: 2000 Bochum; Schlagzeug: Carsten Langer)
- transform Musik zur gleichnamigen Körperperformance von Annelise Soglio (2002), (UA: 2002 Köln; E-Bass: Matthias Hettmer)

### Kammermusik
- Station 8 für 4 Sprecher und 6 Schlagzeuger (1995)
- Parts of 72 für Streichquartett (1996), (UA: 1996 Essen)
- Hesse hätte sicher an November gedacht für Viola, Sopran, Klarinette, Laub und Klavier (1997), (UA: 1998 Essen)
- Am Rande des für E-Gitarrenquintett (1998–99), (UA: 2001 Ravensburg im Rahmen des Bodenseefestivals, Go Guitars)

### Großes Ensemble
- PAOKS für großes Ensemble (1999), (UA: 2000 Essen)

### Elektronische Musik
- Vergeblich Warten für 2-Kanaltonband (1998), (UA: 1999 Essen)
- Hall of Mirrors für 2-Kanaltonband (1998/99), (UA: 1999 Miami/USA im Rahmen des Florida Electroacoustic Music Festival)
- Electric Chair für 2-Kanaltonband (2000)
- ILI XVII elektronische Musik zu dem gleichnamigen Stück von Sven Hermann (2001), (UA: 2001 Essen)

### Video-Klanginstallationen/Soundscapes
- Splitterbruch ← SUPPORT, (mit Sven Hermann) (2000, UA Bühl/Baden 2000) 8-Kanal-Klanginstallation
- voyage, (mit Sven Hermann) (2001, UA Berlin 2001) formal soundscape
- Jeffrey and the sirens, (mit Sven Hermann) (2001, UA Berlin 2001) Soundscape Musique en tapisserie
- Holstenwall, (mit Sven Hermann) (2002, UA Amsterdam 2002) VideoKlanginstallation für 4 Random-CD-Player mit Kamera
- prélude, (mit Sven Hermann) (2002, UA Bühl/Baden 2002) VideoKlanginstallation für 4 Random-CD-Player und einer fünfsekündigen geloopten Filmsequenz
- SyncModus, (mit Sven Hermann) (2003, UA Berlin 2003) Soundscape Musique en tapisserie
- prèsogtaliyc, (mit Sven Hermann) (2004, UA Essen 2004) Soundscape Musique en tapisserie

### Film
- Jeff Kowalkowski's cut up or shut up, Video-Version von Interzone perceptible, 2001, UA Bühl/Baden 2002

### Orchester
- Musik für Orchester (1994/95), (UA: 1995/Medizinerorchester unter der Leitung von Michael Breugst/Münster)

### Aufnahmen
- Peter Sonntag’s Bass In Colors, Hot Wire Records – HOT 9013C, EFA CD 12069
- Interzone perceptible plays hespos, 2004 artists own / NRW Vertrieb
- Katarakt, Eigenvertrieb über www.katarakt.ch